# 扁腹豬頜蛇鰻
扁腹豬頜蛇鰻為輻鰭魚綱鰻鱺目糯鰻亞目蛇鰻科的其中一種，分布於中西大西洋區，從佛羅里達群島、巴哈馬群島至委內瑞拉海域，體長可達46公分，棲息在水質清澈的沙底質海域，生活習性不明。